# Sciurus yucatanensis
Sciurus yucatanensis är en däggdjursart som beskrevs av J. A. Allen 1877. Den ingår i släktet trädekorrar och familjen ekorrar.

## Taxonomi
Catalogue of Life och Wilson & Reeder skiljer båda mellan tre underarter:
- Sciurus yucatanensis yucatanensis
- Sciurus yucatanensis baliolus
- Sciurus yucatanensis phaeopus

Arten uppstod under tidig miocen (ungefär 23 miljoner år sedan). Fossil är kända från pleistocen och framåt.

## Beskrivning
Arten är en medelstor ekorre med en relativt lång och yvig svans. Kroppslängden varierar mellan 34,5 och 52,5 cm, varav svansen utgör 22 till 28 cm. Vikten varierar mellan 320 och 540 g. Medellängden för underarterna är 45,1 cm för S. y.  yucatanensis och 48,5 cm för S. y. phaeopus, inklusive en genomsnittlig svanslängd på 22,2 respektive 24 cm.
Ryggpälsen är gråsprångd med gulbruna toner, medan pälsen på buksidan varierar från smutsigt vit över gulgrå till svart. Svansen är gråsvart på översidan; på undersidan har den en brungrå till mörkgrå mittstrimma med svarta kanter och utanpå dessa vitt. Färgteckningen är variabel; individer i norra delen av utbredningsområdet tenderar att vara ljusare än de i södra delen.

## Ekologi
Sciurus yucatanensis lever i låglandet och i kuperade områden upp till 750 meter över havet. Habitatet utgörs av städsegröna och lövfällande skogar, blandskog med ek och tall samt ungskog.
Individerna är främst aktiva på morgonen och de klättrar huvudsakligen i växtligheten. Boet byggs av kvistar och blad. Arten äter främst frukter, frön och nötter. I brist på detta tar den annan föda, som blommor, knoppar och växtskott.
Honan föder en kull på två eller tre ungar under den torra perioden (april till augusti).

## Utbredning
Som artens vetenskapliga namn antyder förekommer ekorren på Yucatanhalvön och i angränsande områden av Mexiko, Belize och Guatemala.

## Status
IUCN kategoriserar arten globalt som livskraftig, och populationen är stabil. Inga egentliga hot anges, men man konstaterar att utbredningen är fragmenterad. Arten är dock ovanligare i norr på grund av den högre mänskliga närvaron och det därmed ökande jakttrycket samt skogsavverkning.

## Bildgalleri

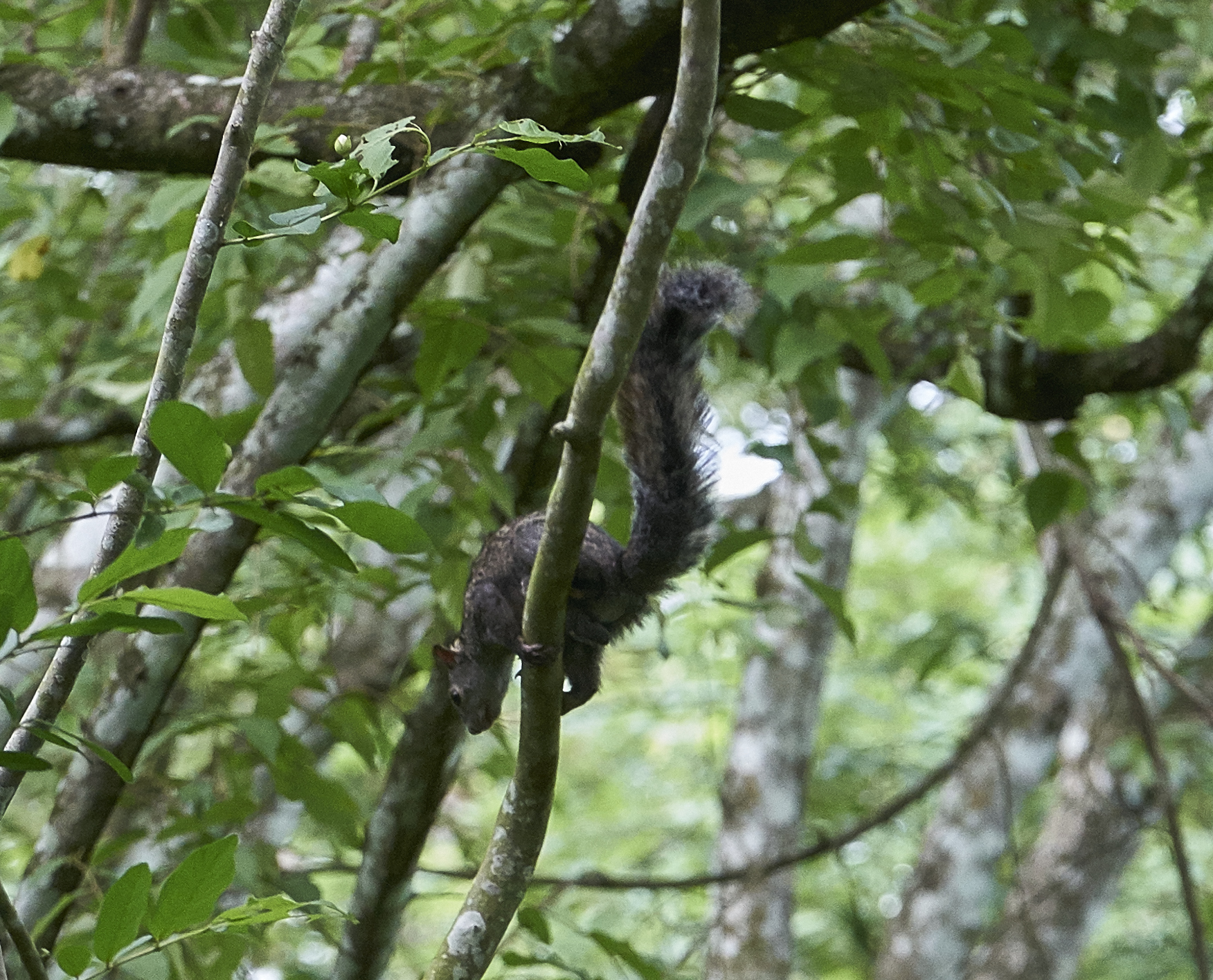
Sciurus yucatanensis i San Ignacio i Belize
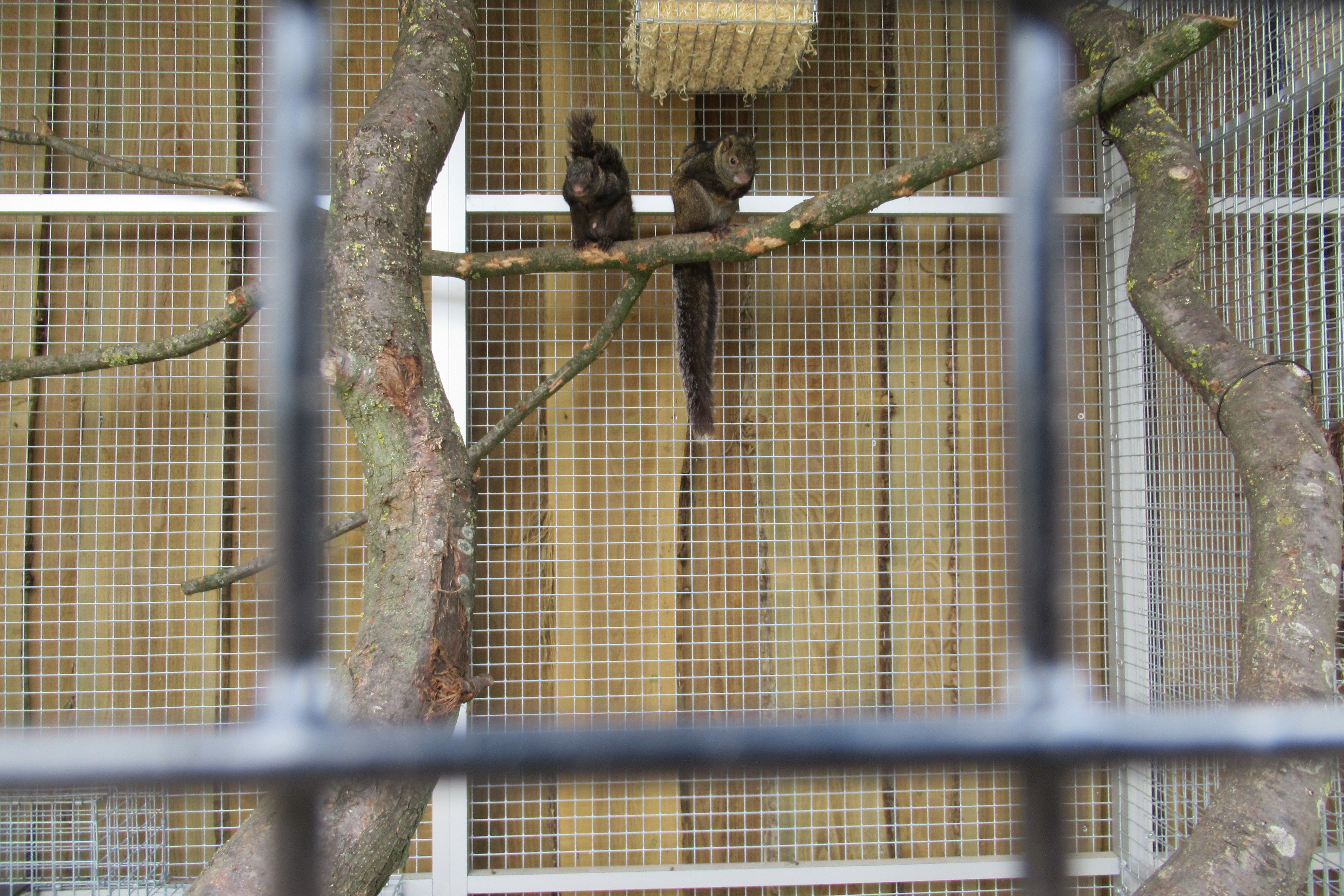
Sciurus yucatanensis i fångenskap